# Tjursö-arkipelagens naturreservat
Tjursö-arkipelagens naturreservat är ett naturreservat i Gävle kommun i Gävleborgs län.
Området är naturskyddat sedan 2023 (gällande från 2024) och är 1872 hektar stort. Reservatet ligger i Dalälven sydost om Hedesunda  och består av fem större öar och ett stort antal småöar, holmar och skär, samt vattenområdet runt dessa. På öarna finns översvämmade älvängar och där växer mest tallskog samt skog med mycket lövträd.  